# John Henry Poynting

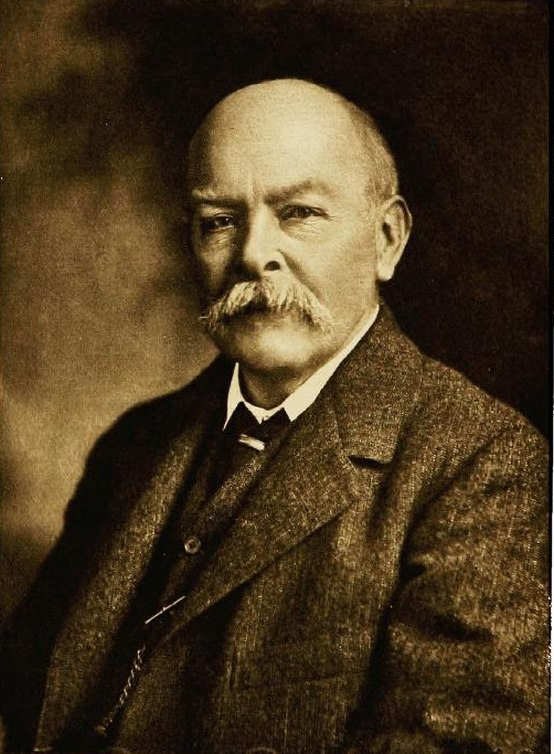
John Henry Poynting

John Henry Poynting (* 9. September 1852 in Monton nahe Manchester; † 30. März 1914 in Birmingham) war ein englischer Physiker.

## Leben und Wirken
Poynting war der Sohn des unitarischen Geistlichen T. Elford Poynting. Er besuchte das Owen’s College (University of Manchester). 1872 erhielt er seinen Bachelor of Science. Danach war er am Trinity College (University of Cambridge); er schloss 1876 mit dem Bachelor of Arts ab.
Er heiratete 1880 Mary Adney, die Tochter des unitarischen Geistlichen Rec J. Cropper.
Poynting war in Manchester Assistent von Balfour Stewart. Von 1880 bis 1914 war er Professor der Physik am Mason College (University of Birmingham).
Wie sein akademischer Lehrer James Clerk Maxwell arbeitete Poynting auf dem Gebiet der Elektrodynamik.
Er führte den nach ihm benannten Poynting-Vektor ein, ferner beschäftigte er sich mit der Wechselwirkung von solarer Strahlung mit interplanetarem Staub (Poynting-Robertson-Effekt). Auch die Formulierung des Satzes von Poynting wird ihm zugeschrieben.
1888 wurde Poynting als Mitglied („Fellow“) in die Royal Society gewählt, die ihm 1905 die Royal Medal verlieh. 1970 wurde der Mondkrater Poynting und 1988 der Marskrater Poynting nach ihm benannt.
Am 23. Mai 2000 wurde der Asteroid (11063) Poynting nach ihm benannt.